# Dänische Schule für Medien und Journalismus
Die Dänische Hochschule für Medien und Journalismus (dänisch: Danmarks Medie- og Journalisthøjskole), kurz DMJX, ist eine höhere bildende Lehranstalt und Wissenszentrum für Medien und Journalismus.
DMJX teilt sich in den Campus in der Hauptstadt Dänemarks, Kopenhagen, und den Campus in Aarhus, Dänemarks zweitgrößter Stadt.
Das angebotene Studienprogramm umfasst mehrere Bachelor- und Master-Programm sowie Kurse und Ausbildungen in den Bereichen Journalismus, Medien und Design. Dabei kommt es durch die praxisnahe Studiengestaltung zu einer Kooperation mit vielen Dänischen Medien und dem Kommunikationssektor.

## Gründung
DMJX wurde durch den Zusammenschluss der Dänischen Schule für Journalismus, dem Grafik-Design Institut von Dänemark und UPDATE zu einem gemeinsamen Bildungsinstitut im Jahr 2008 gegründet.

### Dänemarks Journalismus-Hochschule (Danmarks Journalisthøjskole)
Nachdem die ersten Journalismus-Kurse in Dänemark 1946 an der Universität Aarhus angeboten wurden, wurde 1971 die Dänische Schule für Journalismus als eigenständige Institution, mit der Möglichkeit eines Bachelor in Journalismus, ausgegliedert. 1992 erfolgte die Ausweitung des Bildungsprogramms um den vierjährigen Bachelor-Studiengang in Fotojournalismus. Seit 2011 kann der Bachelor-Lehrgang Unternehmenskommunikation in Aarhus und seit 2013 in Kopenhagen besucht werden.

### UPDATE
Bei UPDATE handelt es sich um das 2007 gegründete Zentrum für Ausbildungen im Bereich Journalismus. Seit dem Gründungsjahr besteht auch eine enge Kooperation mit dem Poynter Institut in Florida, USA.

### Grafik-Design Institut Dänemark
Bereits 1943 gegründet, bot das Grafik-Design Institut Dänemark seither eine theoretische Ausbildung im Grafikdesign-Sektor an. Die Kurse konzentrieren sich seit den 90er Jahren insbesondere auch auf Digitale- und Printmedien, mit der Möglichkeit eines Bachelorabschlusses im Bereich Medienproduktion und Management. 2006 erfolgte eine Ausweitung des Studienprogramms um einen Bachelor-Kurs in TV und Medienplanung, weiters wurden 2007 der Studienzweig Graphic Communication in die Teilbereiche Grafikdesign, Interaktives Design und Kreativkommunikation getrennt. Zuletzt wurde 2012 der Bachelor-Lehrgang für visuelle Kommunikation und 2013 für Unternehmenskommunikation eingeführt.

## Studienrichtungen
Die Studienrichtungen umfassen zahlreiche Lehrgänge (Bachelor- als auch Master-Programm) als auch Kurse und Ausbildungen im Bereich Journalismus, Fotojournalismus, Grafik-Design, und Medien.
DMJX bietet für Studenten, die ein Auslandssemester absolvieren wollen, im Wintersemester Vorlesungen mit englischer Unterrichtssprache an. Im Sommersemester werden alle Vorlesungen auf Dänisch abgehalten.
In allen Studienbereichen stehen individuelle Projekte in Kooperation mit verschiedenen Medien im Vordergrund.
- Journalismus: Dieser Studienbereich deckt die Ausbildung sowohl in der internationalen, der europäischen als auch der Risiko-Berichterstattung ab. Hier wird ein Augenmerk auf praxisnaher Unterrichtsgestaltung gelegt, weshalb Forschungsreisen innerhalb als auch außerhalb von Dänemark ein fixer Bestandteil sind. Ein besonderes Angebot – insbesondere auch für ausländische Studenten – ist der Lehrgang Europa in der Welt. In diesem Kurs wird Journalismus in all seinen Facetten in zwei europäischen Ländern ausgelebt.
- Fotojournalismus: Der Studienbereich umfasst sowohl die Ausbildung hinsichtlich dem Bereich des Erlernen einer eigenen visuellen Sprache als auch der Kombination mit dem journalistischen Schreiben und dem Vertonen von Bildmaterial. Die Dänische Schule für Medien und Journalismus ist insbesondere dafür bekannt, dass mehr spätere preisgekrönte Fotojournalisten zu den Absolventen gehören, als an jeder anderen vergleichbaren Universität.[3]
- Medienproduktion und -management
- Visuelle Kommunikation

## Bekannte Absolventen und Hochschullehrer
- Emine Akbaba (* 1987) – Absolventin; Fotografin und Dokumentarfilmerin, diverse Auszeichnungen[4]
- Lars Bertelsen – Absolvent und Dozent; Fotojournalist, Gewinner des dänischen Pressefotopreises[5]
- Charlotte de la Fuente – Absolventin; Fotojournalistin, Gewinnerin des Scanpix-Preises für ihre Arbeit A Chinese Game of Luck[6]
- Marie Hald (* 1987) – Absolventin; Dokumentar- und Porträtfotografin, Gewinnerin unter anderem des World Press Photo (2. Platz), Årets Pressefoto-Preises (1. Platz),…[7]
- Kent Klich (* 1952) – Dozent; Fotograf, Mitglied von Magnum von 1998 bis 2002, Gewinner des World Press Photo für  General News Singles[8]
- Poul Madsen – Absolvent und Dozent; Dokumentarfilmer und Fotojournalist, Jurymitglied der World-Press-Foto Multimedia Competition im Jahr 2012, Gewinner unter anderem des Pictures of the Year international, Gründer des Bombay Flying Clubs[9]
- Clare McNally – Dozentin; Illustratorin, Autorin und Grafik-Designerin; 2008 Head of Jury für den Irischen Werbe-Award (ICAD)[10]
- Mads Nissen (* 1979) – Absolvent; Fotojournalist, Gewinner unter anderem des World-Press-Fotopreises; Jury-Mitglied für diverse Fotopreise[11]
- Jonas Opperskalski (* 1988) – Absolvent; Fotograf und Film-Dokumentartist, Gewinner des Deutschen Jugendfilmpreises,…[12]
- Lærke Posselt (* 1984) – Absolventin; Dokumentarfotografin, Gewinnerin unter anderem des World Press Photo (1. Platz), UNICEF Photo of the Year,…[13]

## Trivia
Die von Dalton Maag gestaltete Aller-Schriftfamilie, eine humanistische Groteskschrift, wurde 2008 für die DMJX erstellt und vom Verleger Aller mitfinanziert.